# Zagórów (gmina)
Zagórów est une gmina mixte du powiat de Słupca, Grande-Pologne, dans le centre-ouest de la Pologne. Son siège est la ville de Zagórów, qui se situe environ 16 km au sud de Słupca et 72 km à l'est de la capitale régionale Poznań.
La gmina couvre une superficie de 159,59 km2 pour une population de 9 072 habitants en 2016.

## Géographie

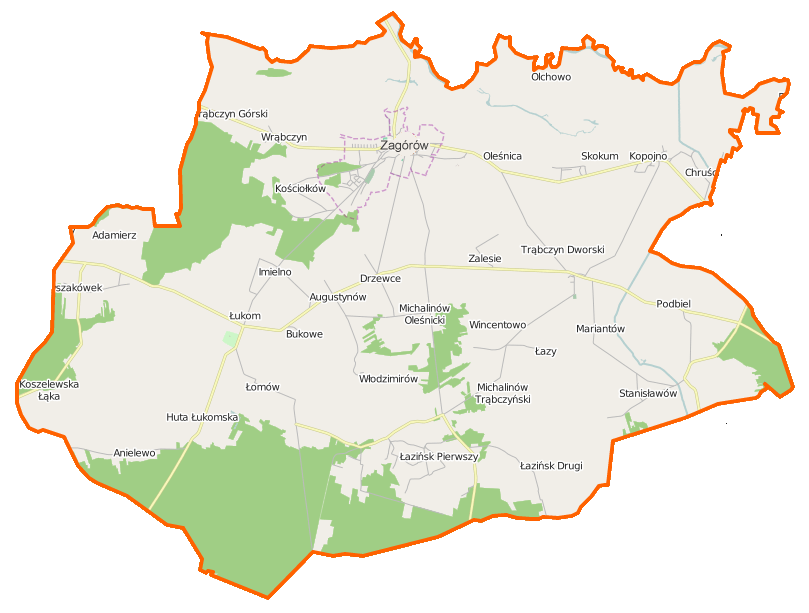
Plan de la gmina.

Outre la ville de Zagórów, la gmina inclut les villages et les localités de :
- Adamierz
- Anielewo
- Augustynów
- Bukowe
- Chruściki
- Drzewce
- Grabina
- Grądzeń
- Huta Łukomska
- Imielno
- Kopojno
- Kopojno-Parcele
- Koszelewska Łąka
- Kościołków
- Łazińsk Drugi
- Łazińsk Pierwszy
- Łazy
- Łomów
- Łukom
- Mariantów
- Michalinów Oleśnicki
- Michalinów Trąbczyński
- Myszaków
- Myszakówek
- Nowa Wieś
- Oleśnica
- Osiny
- Podbiel
- Przybysław
- Skokum
- Smoleniec
- Stanisławów
- Szetlew
- Szetlewek
- Tarszewo
- Trąbczyn
- Wincentowo
- Wrąbczyn
- Wrąbczyn Górski
- Wymysłów
- Zalesie

### Gminy voisines
La gmina de Zagórów est bordée des gminy de :
- Gizałki
- Grodziec
- Lądek
- Pyzdry
- Rzgów

## Structure du terrain
D'après les données de 2002 la superficie de la commune de Zagórów est de 159,59 km2, répartis comme tel :
- terres agricoles : 71 %
- forêts : 21 %

La commune représente 19,05 % de la superficie du powiat.

## Démographie
Données du 30 juin 2004 :
| Description        | Total  | Total | Femmes | Femmes | Hommes | Hommes |
| ------------------ | ------ | ----- | ------ | ------ | ------ | ------ |
| Unité              | Nombre | %     | Nombre | %      | Nombre | %      |
| population         | 9 147  | 100   | 4 572  | 49,99  | 4 575  | 50,01  |
| Densité (hab./km²) | 57,3   | 57,3  | 28,6   | 28,6   | 28,7   | 28,7   |